# Bichoita

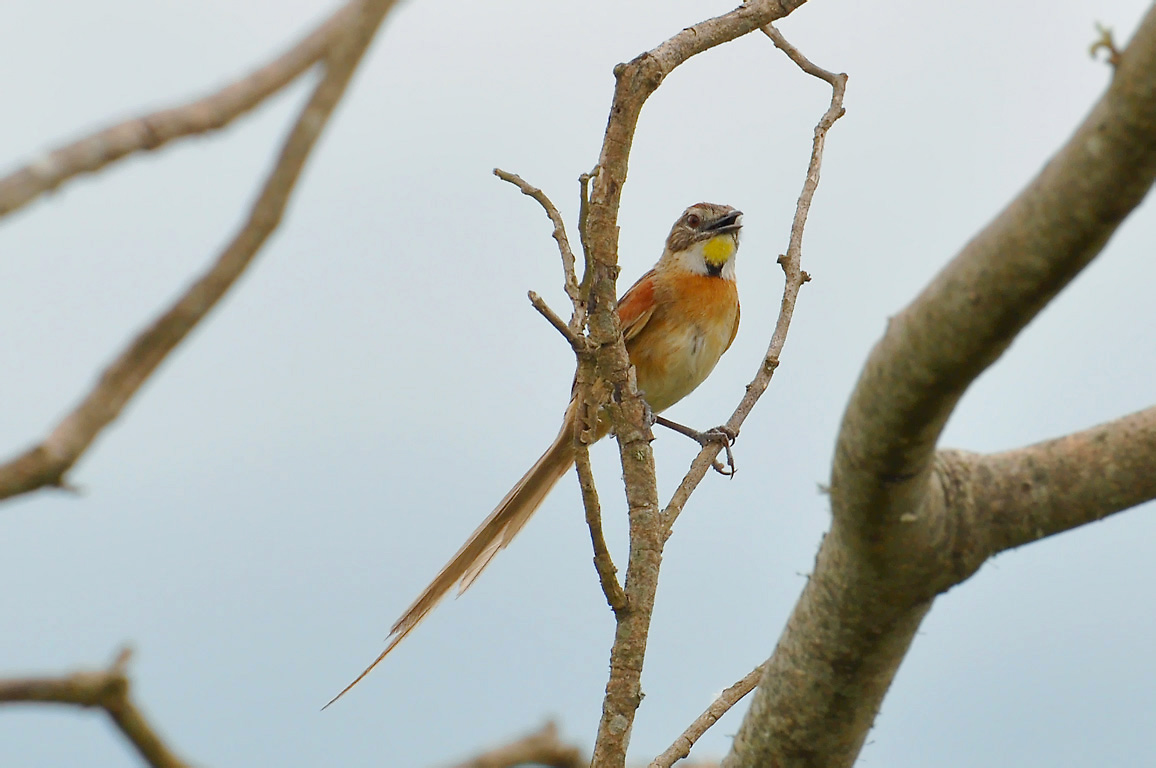
Em Arroio Grande, Rio Grande do Sul.

A bichoita (nome científico: Schoeniophylax phryganophilus) é uma espécie de pássaro da família Furnariidae. Pertence ao gênero monotípico Schoeniophylax.}}
Pode ser encontrada no Uruguai, Paraguai, Bolívia, regiões do norte da Argentina e extremo sul do Brasil, incluindo o Pantanal. Seus naturais habitats são os matagais húmidos tropicais ou subtropicais  e florestas muito degradadas.